# Соузар
Соузар (алт. Соузар) — село в Талдинском сельском поселении Усть-Коксинского района Республики Алтай России.

## География
Расположено в приграничной территории юго-западной части Республики Алтай в горно-степной зоне и находится у реки Сузар.
Уличная сеть состоит из одного географического объекта: ул. Трактовая.

## Население
| 2010 | 2011 | 2012 | 2013 | 2014 | 2015 |
| ---- | ---- | ---- | ---- | ---- | ---- |
| 30   | →30  | ↘26  | ↘22  | ↗25  | ↘23  |
| 2016 |      |      |      |      |      |
| ↗25  |      |      |      |      |      |

Национальный состав
Согласно результатам переписи 2002 года, в национальной структуре населения алтайцы составляли 67 % от общей численности населения в 33 жителя

## Инфраструктура
Личное подсобное хозяйство. Животноводство.

## Транспорт
Находится на автодороге межрегионального значения «Талда — Карагай — граница Казахстана» (Постановление Правительства Республики Алтай от 21.06.2012 № 20-36 «О перечне наименований населенных пунктов, пересекаемых рек, ручьев, расположенных на территории Республики Алтай вдоль трасс автомобильных дорог общего пользования, на алтайском языке»).